# Glucagonom
Das Glucagonom (auch Glukagonom) ist ein Hormon ausschüttender Tumor der Bauchspeicheldrüse. Der Tumor sezerniert das stoffwechselaktive Hormon Glucagon, welches starken Einfluss auf den Zuckerhaushalt des Körpers hat. Die Funktion besteht darin, in sogenannten „energiearmen Zeiten“ über verschiedene Stoffwechselwege Glucose (Traubenzucker) bereitzustellen. Hierzu gehören die Gluconeogenese, Glykogenolyse, Proteinolyse und die Lipolyse. Im Gegenzug werden verschiedene stoffwechselaktive Prozesse gehemmt.
Der Tumor produziert eine hohe Menge an Glucagon, so dass andere Hormone wie beispielsweise Insulin die Wirkung im Körper nicht mehr entfalten können.
Es kann zu einer nekrolytischen Dermatitis, Diabetes mellitus und einem Gewichtsverlust kommen.

## Therapie
Die Therapie besteht darin, das Glucagonom chirurgisch vollständig zu entfernen. Eine eventuelle Hormonsubstitution ist notwendig.